# 藏巴甲热·益西多吉
藏巴甲热·益西多吉（藏語：གཙང་པ་རྒྱ་རས་ཡེ་ཤེས་རྡོ་རྗེ་，威利转写：gtsang pa rgya ras ye shes rdo rje，1161年—1211年），又译作章巴加雷·耶谢多吉，是陵千热巴（Lingchen Repa Pema Dorje，gling chen ras pa padma rdo rje，即林热巴·白玛多吉）的教法继承人，热琼·多杰扎巴（Rechung Dorje Drakpa，ras chung rdo rje grags pa）伏藏法的发现者，竹巴噶举的实际创立者，以及追认的一世竹钦活佛。其名字的含意是：在西藏修持脐火灵热瑜珈的汉族行者。他的祖先，是唐朝护送文成公主入藏的汉族人氏（甲氏，汉族姓氏已不可考）。

## 生平
1161年（南宋绍兴三十一年）出生于现在的西藏江孜县热龙乡甲氏家族，父甲树波察巴（Gya Zurpo Tsabpey），母玛萨祯吉（Marza Darkyi），家中有七兄弟，藏巴甲热为最小。由于孩子太多，父母就把他托养在一个苯教徒那儿。这个苯教徒为他起名叫“雍仲贝”。在他8岁的时候，母亲就去世了。虽然少年失怙，但他的家境似乎并不贫寒。12岁时，他向哥哥“嘎敦”（意为“具缘”）学习诵读，之后哥哥带他到藏绒，在洛尼克哇跟前学习藏文。13岁在轨范师达塘西处住了3年，学习了《现对法》、“瑜伽”、“息结”等教法。15岁时，先后拜轨范师喀隆巴、柯热哇、藏察等为师，闻习《大圆满》、《因明论》、《大圆满智理圆满》、《幻化》、《大悲观世音密藏法》、《入行论》、《文殊名称经》等。到了22岁时，他的父亲认为他已经有升座说法的水平了。正在这个时候（1183年），对他一生影响最大的老师林热巴·白玛多吉，到了热龙地方（江孜县热龙乡）。“热龙”藏语意为“山羊预言（的地方）”。
传说当地有一位牧羊人在放羊时，发现有一头母山羊每天都离开羊群。他偷偷跟过去查看，发现母山羊总是把羊奶洒在一块岩石上，而这岩石上原来有天然生成的藏语“阿”字。他认为这岩石很有灵气，就珍藏起来。后来，白玛多吉来到这个村庄，他就把这块神奇的岩石献给了林热巴。林热巴在这里修建了一个窟洞，专心修行。以后这里就被称为“热龙”。益西多吉就是在这个时候与白玛多吉结缘的。他自此跟随白玛多吉去纳普寺，拜师学法。开始是学习“拙火定”，得到密传后，仅仅静修七天，他就可以着单衣御寒了。
这之后，益西多吉感染了天花，治了很久才痊愈。病好了以后，他求得一位明妃供献给上师白玛多吉。这时候，纳普寺正在兴修供殿，白玛多吉希望大家都留下来帮忙，所以规定，僧人在这期间如果去别的地方或是间断工作，罚黄金一钱。爱好云游的益西多吉本想交钱走人了事，但在交纳黄金求取“假条”时，老师很不高兴。
藏传佛教最讲究尊师。益西多吉寻思了半天，感觉如果上师不高兴，自己的修行会不起效用。于是赶紧捧着一包红糖跑到上师面前谢罪，说：“我错了，来求忏悔！”老师也立马儿转怒为喜，说：嘿！这才是知道佛法的行为。此后，他为老师做了五个月的修造工作，老师也把所有的密法口诀都传给了他，他的修为大有进步。有一次，他和一位名叫达垛的人谈论教义，而达垛辩不过他。这达垛可能是白玛多吉信徒中比较有学问的一个，从此以后，人家都称益西多吉是智者。
此后，益西多吉冬季闭关精修，获得能将外风与内息合而为一的成就，能制伏所有的烦恼，甚至能通过墙壁而无阻碍。他在纳普寺学法5年，学完了所有教诫，听完了一切“释义导修”，完全掌握了噶举派的“拙火定”。
白玛多吉自己就有云游修道的喜好，因此爱徒益西多吉要到洛扎修道，他当即允淮。益西多吉来到洛扎的卡曲神山，乞食修行。当他从卡曲神山返回纳普寺时，他的恩师白玛多吉已然去世（1188年）。他为恩师料理完有关后事之后，带着几名徒弟回到家乡江孜县热龙，应邀给家乡的人传法。这时候，他在家乡已有很大名声了，因此他在那里创建了热龙寺——后来成为“中竹巴噶举”的主寺。此后一段时间，他就一直在热龙寺传法授徒，日渐富有。有了财力以后，他重返纳普寺，修建了师父的灵骨塔，扩建了纳普寺。
完成心愿之后，他又带着七名徒弟重到卡曲神山，修定了三年。在闭关修定中，他的身体出了毛病，全身疼痛——那个地方有些湿热。他以定力与静修克服了这些毛病，智解大进，悟缘生义，证悟境界又有很大长进。他在这里还发现了前辈热琼·多杰扎巴埋藏的密法经书。
离开卡曲神山，他又到处云游学法，还到雅鲁藏布江以南的神山“曲沃日”修行。离开曲沃日，又去了直贡噶举派所在的直贡峡谷，那也是个风景佳妙之地。随后，他去朝拜了噶举派的“老祖宗”——达布噶举的祖寺岗布寺。也就在这个时候，他从岗布寺向东，沿着雅鲁藏布江南岸，一直来到了朗县地界，并应是经由登木峡谷，前往扎日神山，开创了转扎日神山的宗教习俗。
从扎日神山返回，益西多吉到了拉萨，那里有他师父的好友“尚喇嘛”（香采巴）。在尚喇嘛的指导、也可能有所资助下，他在拉萨附近修建了一所小寺“隆多寺”（Longbol，klong rbol），但没有产生很大影响。他又向尚喇嘛请教有关教法，尚喇嘛劝他正式出家。于是，在他33岁的时候（1193年，藏历水牛年），他在尚喇嘛座前正式受戒出家。出家以后，他继续在后藏的农区和牧区周游传法，足迹远至阿里地区，所得的供施多送往恩师的纳普寺。
1189年，当他修学圆满时，藏巴甲热在西藏曲水县深处朗木曲河上游朗木山沟兴建竹寺，汉语意译即“天龙寺”。据说，建寺时听到巨雷三声，另一说是藏巴甲热看到有龙女在此地出现，因有此等吉祥徵兆，藏巴甲热决定将此传承命名为「竹巴噶举」（藏音「竹」，意即「龙」。藏传佛教竹巴噶举派便由竹寺而得名。「竹巴噶举」意为：天龙所拥戴加持，由白衣瑜珈士祖师所建立的传承。竹巴噶举派藏巴甲热的弟子后来分出上竹巴（Lho-drug，在阿里，主寺郭仓寺）、下竹巴（May-drug，在雅砻河谷，主寺噶波曲隆寺）两个支系，祖寺竹寺则称中竹巴（Bar-drug）。此外，竹巴噶举派还有南竹巴（Bar-ra）支系，成为不丹的主要宗教，不丹也因此被称为作“竹域”，意为“雷龙之国”。竹巴噶举派鼎盛时期，势力遍及全藏，在藏地出现了“藏人半数信竹巴，竹巴半数为乞丐，乞丐半数为大成就者”的局面。
1189年天龙寺建立之后的一年之内，由于地近藏地中心拉萨，影响比较大，吸引了众多信徒。《青史》记载，“当年收管到千座茅篷”，藏巴甲热的教法名扬藏地，各地僧众纷纷来此学法，当时竹寺附近兴建了千余间草舍，居住着10多万僧人，每天早晨僧人小便竟然能让溪水一时猛涨。召集僧众时，即便同时吹响多个法螺，也不可能传达到所有僧人，所以在山顶用旗幡作为举行法会的信号。藏巴甲热在圆满佛业成就中，在教法方面独创了一种“八大指导”的修行要诀，广传弟子，使他们受益颇深。据传藏巴甲热是师祖玛尔巴的上师那洛巴转生的活佛，大多数人出于尊崇也承许这一传称。藏巴甲热让弟子们分别到冈仁波齐、扎日神山、卡曲神山、汉地五台山、天竺灵鹫山（印度王舍城，佛祖当年说法地）等各地学法、传教，或者赴圣地闭关静修。
竹巴噶举派的徒众由此遍布藏地，并形成了“上竹”－托竹（Toddrug），“下竹”－梅竹（Meddrug），和“中竹”－ 巴竹（Bardrug）等分支以及不丹的“南竹”等许多派别。——至今不丹仍自称“珠域”（竹隅；主隅），译为“雷龙之国”。
他圆满了此生事业后，享年51岁，于藏历第四绕迥之金羊年（1211年，宋宁宗嘉定四年）六月下弦初十日黎明圆寂。据传火葬遗体之日，空中现起虹幕、天雨瑞花。21节脊椎骨上皆有一尊观音像，全部奉安在其灵塔中。
不过，在藏巴甲热去世后，该派教主实行的是类似于萨迦派、直贡噶举等的本家族世袭制，或叔侄相继、或父子相继、或兄弟相继。前12世竹巴教主都是藏巴甲热所在的甲氏家族成员。因为他们家族的根据地是在藏巴甲热的故乡“热龙”，所以藏巴甲热最初在家乡建造的热龙寺，慢慢替代天龙寺，成了教主长期驻锡的教派主寺——其寺主就是全竹巴的教主。首先接任藏巴甲热教主的就是其侄子星给渊雷 。
到了第十三任热龙寺寺主贡嘎边觉（Gyalwang Je Kunga Paljor，1428-1476）之后，情况发生了变化。贡嘎边觉虽然出生在热龙，属甲氏家族成员，但受当时藏地流行活佛转世的影响，他认为竹巴噶举的教主，也应减少家族色彩，增加神秘和神圣气息。贡噶边觉本身是一位学识渊博的大学者，很有成就，自然就有神秘感，他又有意把自己神化为藏巴甲热的转世，死后人们就为他寻找了转世活佛，称为竹钦（Drukchen）或嘉旺竹巴（Gyalwang Drukpa），以后成为竹巴噶举活佛的专称。
藏巴甲热被追认为一世竹钦，贡嘎边觉被追认为二世竹钦，贡嘎边觉去世后，甲氏家族无男性可以继承其位，三世竹钦不再是甲氏家族成员，而是由第七世噶玛巴却扎嘉措（Chödrak Gyatso）确认的加玉地区（今隆子县）势力很强的“加玉瓦万户”的公子嘉木样·却吉扎巴（Jamyang Chökyi Drakpa，1478-1523）。从这时起，中竹巴的主寺热龙寺，开始有了寺主（即原先的教主）与活佛（全竹巴教主）的分别，两者并不总是一致。寺主主管热龙寺寺务，按传统多出自甲氏家族；而活佛名义上则是整个竹巴的教主。偶尔活佛也可兼寺主，比如，接替贡嘎边觉的第十四世寺主为甲氏家族的阿旺却吉甲波（Ngawang Chökyi Gyalpo，ngag dbang chos kyi rgyal po，1465-1540），第十五世寺主则由三世竹钦却吉扎巴兼任，第十六世寺主是阿旺却吉甲波的儿子Ngagi Wangchuck（ngag gi dbang phyug，1517-1554）。
第四世竹钦衮千·白玛噶布藏语意为“白莲”（1527-1592）是竹巴噶举史上最有成就的学者，人们认为只有五世达赖可以与他相提并论。他出生于工布地区（今西藏林芝市米林县卧龙镇），10岁被认定为却吉扎巴转世。白玛噶布天性聪颖，又极为刻苦——终生坚持每日只食一餐，先后向40多位贤师学习，成为学识渊博的佛学家。他著述甚多，文笔优美，有名的如《竹巴白莲教法史》等。他对许多经典加注后，极便于人们阅读，可以说，著作与释文都堪称藏传佛教史上的顶峰之作。白莲的声望，使许多人慕名而来取经学法，他也利用名望，调解不同教派的纠纷，得来的大量钱财，主要用于弘扬佛法和兴建寺庙，留存至今的有名寺庙，如隆子县的“三安曲林寺”、“加玉寺”等。
也正是由于白莲带来的竹巴噶举声势日隆与财富增多，埋下了教派内部纷争的伏笔。
白莲去世后，甲氏家族出身的热龙寺第十七世寺主董瑟·米潘秋贾（Drukpa Mipham Chögyal，1543-1606），就想让他的孙子夏仲·阿旺朗杰（Zhabdrung Ngawang Namgyal，1594-1651）成为第五世竹钦，承继竹钦白莲的遗产。这一显然违反活佛转世原则的做法，引起了众怒。当时竹巴教派内的一些高僧，如拉孜瓦·阿旺桑布（Lhatsewa Ngawang Zangpo，1546-1615）等，就推出了另一位转世灵童巴桑旺布。
巴桑旺布（Gyalwang Pagsam Wangpo）于1593年出生在今西藏山南市琼结县的贵族家庭，父亲是阿旺索南扎巴（Ngawang Sonam Drakpa），巴桑旺布是五世达赖（1617-1682）的堂兄，都出自当地的望族“萨霍尔”。拉孜瓦与他的追随者常驻的弘法地点，就在琼结的青瓦达孜（吐蕃时期的著名城堡），在萨霍尔家族的地盘上。拉孜瓦预言说，白莲的转世，将出现于琼结的“萨霍尔”家族，之后积极推立巴桑旺布在白莲创建的三安曲林寺（另一说在今错那县觉拉乡扎洞村的扎西通门寺）登上第五世竹钦之位。但以夏仲·阿旺朗杰之父董瑟·米潘殿津尼玛（Drukpa Mipham Tenpai Nyima，1567-1619）为首的甲氏家族，拒绝承认巴桑旺布为白莲的转世，矛盾激化。最终夏仲·阿旺朗杰被迫出走不丹，成为不丹“南竹”的教主，巴桑旺布继续留任西藏竹巴教主，从而使衮千·白玛噶布有了两个化身转世并延续至今

。

## 弟子
藏巴甲热的门徒包括：郭仓巴·衮波多吉（Gotsangpa Gonpo Dorje，rgod tshang pa mgon po rdo rje，1189-1258）、洛热巴·旺秀尊哲（Lorepa Wangchuk Tsondru，lo ras pa dbang phyug brtson 'grus，1187-1250）、星给渊雷（Önre Darma Senge，dbon ras dar ma sengge，1177-1237）等。郭仓巴是山南洛扎人，据说年青时长相俊美，曾做过舞蹈师。19岁时听说藏巴甲热的大名，产生敬信，拜师学法。师父去世后，他先后学习直贡、达隆等教法，在卡曲、扎日、冈仁波齐等地修行，特别是仿照师父发明转扎日神山的方法，开辟了冈仁波齐神山的转山道。因晚年在今定日县协噶尔镇境内“郭仓”（意为“鹰巢”）地方建寺传法，故人称“郭仓巴”。传统上定日一带属于藏地的所谓“上部”，所以把他所传出的竹巴世系，称为“上竹巴”。他去世后，弟子们分头建寺收徒，形成一大教派。
洛热巴·旺秀尊哲（Lorepa Wangchuk Tsondru，lo ras pa dbang phyug brtson 'grus，1187-1250），央区（今西藏那曲市嘉黎县）人。他出生在当地一个望族“洛囊氏”家族中，父名纳觉（瑜伽士），母名麦萨吉。幼年时就有宿世修法宏愿，不染其他儿童嬉戏习惯，6岁就已精晓藏文诵读修道有成后，被尊称“洛热巴”。16岁时，藏巴甲热到他家乡传法，洛热巴作为望族子弟，做过高僧的侍从，他执意拜藏巴甲热为师学法——据说藏巴甲热在他家乡举办法会时，父母亲友请求藏巴甲热，劝说洛热巴留在家中娶妻生子，因为他是父母多方求神才得来的独子。藏巴甲热让洛热巴自己决定，他则发誓说，“就是死也没有留下的可能”，当时法会上的人听了无不流泪，父母只好依他。据说他制定了“七种清规”，包括“不返回家乡、不下山、常蹲踞而坐、不跨俗家门槛、着布单衣、禁语、不断供施百粒食子法”等，甚至要去印度的尸林修行，体验师父的“六类一味法”。除了在热龙寺听师父说法，他在纳木竹寺师父法座边，还专门修了一间闭关小屋，这样可以边闭关边听受师父的教法。洛热巴25岁时，他的师尊藏巴加热逝世。他坚持上师的教导，继续在觉莫雪山、色莫垛修习，有时没有生活资料，遇到冰雪天，连柴火用水都无处可取。尽管生活极其艰难，他仍能专心作无量苦行。1241年，在雅隆河谷兴建了“嘎波却隆寺”，这里传统上属于藏地的“下部”，由此传出的教派称为“下竹巴”。噶波却隆就是下竹巴的主寺。他也到过不丹，兴建了“塔巴林寺”的前身，该寺至今仍是不丹西部的国寺。
藏巴甲热的另外一位重要记名弟子帕久·止贡西博（Phajo Drugom Zhigpo，pha jo 'brug sgom zhig po，1208-1275，或有说1184-1251），去了不丹传法。他出生于西藏的康（Kham）区。就在他抵达热龙寺，希望随学于藏巴甲热的门下时，藏巴甲热已经过世。但是对于他的到来，藏巴甲热在世时已有预言与授记，除了交代其侄子星给渊雷（Önre Darma Senge，dbon ras dar ma sengge，1177-1237）要授予帕久·止贡西博一切竹巴噶举的教法，并且预言要他朝南方的不丹境域，传播竹巴噶举的传承。
帕久·止贡西博到达不丹后，开始建造竹巴噶举传承的佛学院与寺庙。经过多年的努力，终于成功取得不丹西部的统领权，生有四儿，分别掌理四大区域。至今在不丹境内，仍可见其后代的贵族子嗣（Chhoje）。
- 星给渊雷（Önre Darma Senge，dbon ras dar ma sengge，1177-1237） - 藏巴甲热·益西多吉的侄子，中竹巴（Bar-drug）第一任教主。
- Zhonnu Senge（gzhon nu sengge，1200-1266） - 藏巴甲热·益西多吉的另一位侄子，中竹巴（Bar-drug）第二任教主。
- 郭仓巴·衮波多吉（Gotsangpa Gonpo Dorje，rgod tshang pa mgon po rdo rje，1189-1258）
- 洛热巴·旺秀尊哲（Lorepa Wangchuk Tsondru，lo ras pa dbang phyug brtson 'grus，1187-1250）
- Gyaltsha Rinchen Gon（rgyal tsha rin chen mgon，1118-1195） - Trophu Kagyu
- Dremowa（'bras mo ba） - founder of myang stod 'bras mo dgon
- Terkungpa